# هورست كروجر
هورست كروجر (بالألمانية: Horst Krüger)‏ (و. 1919 – 1999 م) هو كاتب من ألمانيا . ولد في ماغديبورغ.
وهو عضو في German Academy for Language and Literature .
توفي في فرانكفورت.

## جوائز
حصل على جوائز منها:
- صليب وسام الاستحقاق من جمهورية ألمانيا الاتحادية
- Goethe Plaque of the City of Frankfurt.

## روابط خارجية
- هورست كروجر على موقع IMDb (الإنجليزية)
- هورست كروجر على موقع مونزينجر (الألمانية)